# Omicidio colposo (ordinamento italiano)
L'omicidio colposo è un delitto contro la persona, previsto dall'art. 589 del Codice penale italiano. La fattispecie penale ricorre quando un soggetto, per colpa, determina la morte di un'altra persona. È un reato comune, di evento e a forma libera. Il delitto si consuma nel luogo in cui si verifica la morte della persona offesa.

## Fattispecie
L'art. 589 c.p. recita:
Se il fatto è commesso con violazione delle norme [sulla disciplina della circolazione stradale] o di quelle per la prevenzione degli infortuni sul lavoro la pena è della reclusione da due a sette anni.
Nel caso di morte di più persone, ovvero di morte di una o più persone e di lesioni di una o più persone, si applica la pena che dovrebbe infliggersi per la più grave delle violazioni commesse aumentata fino al triplo, ma la pena non può superare gli anni quindici.»
Si tratta di un reato per cui non è configurabile il tentativo. Eventualmente è configurabile il reato di Lesione personale.
Nel 2016, per effetto della L. 23 marzo 2016, n. 41 sono state soppresse dal secondo comma le parole "sulla disciplina della circolazione stradale", poiché è stato introdotto nell'ordinamento giuridico italiano una nuova fattispecie penale: l'omicidio stradale, previsto e punito dall'art. 589 bis c.p.
La pena comminata è la reclusione da sei mesi a cinque anni.

### Interesse tutelato
L'interesse giuridico tutelato dalla norma in esame, al pari degli altri delitti di cui al Titolo XII del Libro II del Codice Penale, è duplice: non solo la vita, ma anche l'incolumità fisica di ciascuna persona.

### Elemento oggettivo
Trattandosi di reato a forma libera, la condotta del reo può consistere sia in un'azione che in un'omissione. La conseguenza della condotta, e quindi l'evento, deve essere la morte del soggetto passivo. 

### Elemento soggettivo
Nell'omicidio colposo il soggetto attivo del reato non vuole cagionare la morte della vittima. Tuttavia, l'evento si verifica o a causa di negligenza, imprudenza, imperizia (colpa generica), oppure per violazioni di leggi, regolamenti, ordini, discipline (colpa specifica).
Rientra nella fattispecie dell'omicidio colposo anche l'ipotesi in cui la morte sia cagionata con colpa cosciente, ossia quando l'evento, anche se non voluto, è previsto dall'agente come conseguenza della sua azione od omissione.. Una sottile distinzione separa questa ipotesi dal dolo eventuale: il soggetto che compie l'azione, pur non volendolo, accetta il verificarsi dell'evento lesivo.

### Aggravanti
- Se il soggetto provoca la morte della vittima a seguito di violazione delle norme per la prevenzione degli infortuni sul lavoro, la pena prevista è la reclusione da due a sette anni (co. 2)

- Se il fatto è commesso nell'esercizio abusivo di una professione per la quale è richiesta una speciale abilitazione dello Stato o di un'arte sanitaria, la pena è della reclusione da tre a dieci anni (co. 3)

- Si applica la pena della reclusione da tre a dieci anni se il fatto è commesso con violazione delle norme sulla disciplina della circolazione stradale da:

1. soggetto in stato di ebbrezza alcolica ai sensi dell'articolo 186, comma 2, lettera c), del decreto legislativo 30 aprile 1992, n. 285, e successive modificazioni;
2. soggetto sotto l'effetto di sostanze stupefacenti o psicotrope.

- Nel caso di morte di più persone, ovvero di morte di una o più persone e di lesioni di una o più persone, si applica la pena che dovrebbe infliggersi per la più grave delle violazioni commesse aumentata fino al triplo, ma la pena non può superare gli anni quindici.